# London, Tilbury and Southend Line
| British Rail Class 357 im Bahnhof Upminster Bridge |                      |                                                                 |                                                                 |
| |                      |                                                                 |                                                                 |
| Streckenlänge: | 63,6 km              |                                                                 |                                                                 |
| Spurweite: | 1435 mm (Normalspur) |                                                                 |                                                                 |
| Stromsystem: | 25 kV 50 Hz ~        |                                                                 |                                                                 |
| Streckengeschwindigkeit: | 121 km/h             |                                                                 |                                                                 |
| Zweigleisigkeit: | ja                   |                                                                 |                                                                 |
| |                      |                                                                 |                                                                 |
| \| \| \| London Fenchurch Street \| \| \| \| \| Minories 1840–1854 (1987 als Tower Gateway) \| \| \| \| \| für die DLR wiedereröffnet \| \| \| \| \| Leman Street 1877–1941 \| \| \| \| \| Cannon Street Road 1840–1848 \| \| \| \| \| Shadwell nur ELL & DLR-Bahnsteige \| \| \| \| \| London and Blackwall Railway \| \| \| \| \| 1840–1970 (heute Teil der DLR) \| \| \| \| \| Limehouse \| \| \| \| \| Burdett Road 1852–1941 \| \| \| \| \| District & H&C Lines aus Aldgate East \| \| \| \| \| London Liverpool Street \| \| \| \| \| Great Eastern Main Line \| \| \| \| \| (einige Züge der c2c von/nach Liverpool Street) \| \| \| \| \| \| \| \| \| \| Bromley-by-Bow \| \| \| \| \| West Ham \| \| \| \| \| Stratford \| \| \| \| \| Plaistow \| \| \| \| \| Upton Park \| \| \| \| \| East Ham \| \| \| \| \| \| \| \| \| \| East Ham Depot der c2c \| \| \| \| \| \| \| \| \| \| Maryland \| \| \| \| \| Forest Gate \| \| \| \| \| GOBLIN aus Gospel Oak (London Overground) \| \| \| \| \| Barking Ende H&C Line/LO \| \| \| \| \| \| \| \| \| \| Upney \| \| \| \| \| Becontree \| \| \| \| \| Dagenham Dock mittelfristig Endpunkt der LO-Züge aus Gospel Oak \| \| \| \| \| Dagenham Heathway \| \| \| \| \| Dagenham East \| \| \| \| \| Rainham \| \| \| \| \| Elm Park \| \| \| \| \| Hornchurch \| \| \| \| \| Upminster Bridge \| \| \| \| \| Romford \| \| \| \| \| Great Eastern Main Line nach Norwich \| \| \| \| \| Upminster Ende District Line \| \| \| \| \| \| \| \| \| \| Ockendon \| \| \| \| \| Chafford Hundred \| \| \| \| \| \| \| \| \| \| Grays \| \| \| \| \| Tilbury Town \| \| \| \| \| \| \| \| \| \| Tilbury Riverside 1993 geschlossen \| \| \| \| \| Tilbury Low Street \| \| \| \| \| East Tilbury \| \| \| \| \| Stanford-le-Hope \| \| \| \| \| West Horndon \| \| \| \| \| Laindon \| \| \| \| \| Basildon \| \| \| \| \| \| \| \| \| \| Pitsea \| \| \| \| \| Benfleet \| \| \| \| \| Leigh-on-Sea \| \| \| \| \| Chalkwell \| \| \| \| \| Westcliff \| \| \| \| \| Southend-on-Sea Central \| \| \| \| \| Southend-on-Sea East \| \| \| \| \| Thorpe Bay \| \| \| \| \| Shoeburyness \| \| |                      |                                                                 |                                                                 |
| Kopfbahnhof Streckenanfang |                      | London Fenchurch Street                                         | London Fenchurch Street                                         |
| ehemaliger Haltepunkt / Haltestelle |                      | Minories 1840–1854 (1987 als Tower Gateway)                     | Minories 1840–1854 (1987 als Tower Gateway)                     |
| Strecke |                      | für die DLR wiedereröffnet                                      | für die DLR wiedereröffnet                                      |
| ehemaliger Haltepunkt / Haltestelle |                      | Leman Street 1877–1941                                          | Leman Street 1877–1941                                          |
| ehemaliger Haltepunkt / Haltestelle |                      | Cannon Street Road 1840–1848                                    | Cannon Street Road 1840–1848                                    |
| ehemaliger Turmbahnhof geradeaus oben |                      | Shadwell nur ELL & DLR-Bahnsteige                               | Shadwell nur ELL & DLR-Bahnsteige                               |
| Abzweig geradeaus und ehemals nach rechts |                      | London and Blackwall Railway                                    | London and Blackwall Railway                                    |
| Strecke |                      | 1840–1970 (heute Teil der DLR)                                  | 1840–1970 (heute Teil der DLR)                                  |
| Bahnhof |                      | Limehouse                                                       | Limehouse                                                       |
| ehemaliger Haltepunkt / Haltestelle |                      | Burdett Road 1852–1941                                          | Burdett Road 1852–1941                                          |
| Strecke · U-Bahn-Tunnelende |                      | District & H&C Lines aus Aldgate East                           | District & H&C Lines aus Aldgate East                           |
| Strecke · U-Bahn-Strecke · Kopfbahnhof Streckenanfang |                      | London Liverpool Street                                         | London Liverpool Street                                         |
| Strecke · U-Bahn-Strecke |                      | Great Eastern Main Line                                         | Great Eastern Main Line                                         |
| Strecke · U-Bahn-Strecke |                      | (einige Züge der c2c von/nach Liverpool Street)                 | (einige Züge der c2c von/nach Liverpool Street)                 |
| Abzweig geradeaus und nach links · U-Bahn-Kreuzung mit Eisenbahn geradeaus unten · Abzweig geradeaus und von rechts |                      |                                                                 |                                                                 |
| ehemaliger Haltepunkt / Haltestelle · U-Bahn-Haltepunkt / Haltestelle · Strecke |                      | Bromley-by-Bow                                                  | Bromley-by-Bow                                                  |
| Strecke |                      | West Ham                                                        | West Ham                                                        |
| Strecke · U-Bahn-Strecke · Bahnhof |                      | Stratford                                                       | Stratford                                                       |
| ehemaliger Haltepunkt / Haltestelle · U-Bahn-Haltepunkt / Haltestelle · Strecke |                      | Plaistow                                                        | Plaistow                                                        |
| ehemaliger Haltepunkt / Haltestelle · U-Bahn-Haltepunkt / Haltestelle · Strecke |                      | Upton Park                                                      | Upton Park                                                      |
| ehemaliger Haltepunkt / Haltestelle · U-Bahn-Haltepunkt / Haltestelle · Strecke |                      | East Ham                                                        | East Ham                                                        |
| Strecke von links · Abzweig geradeaus und nach rechts · U-Bahn-Strecke · Strecke |                      |                                                                 |                                                                 |
| Dienststation / Betriebs- oder Güterbahnhof · Strecke · U-Bahn-Strecke · Strecke |                      | East Ham Depot der c2c                                          | East Ham Depot der c2c                                          |
| Strecke nach links · Abzweig geradeaus und von rechts · U-Bahn-Strecke · Strecke |                      |                                                                 |                                                                 |
| Strecke · U-Bahn-Strecke · Haltepunkt / Haltestelle |                      | Maryland                                                        | Maryland                                                        |
| Strecke · U-Bahn-Strecke · Bahnhof |                      | Forest Gate                                                     | Forest Gate                                                     |
| Abzweig geradeaus und von links · U-Bahn-Kreuzung mit Eisenbahn geradeaus unten · Kreuzung rechts |                      | GOBLIN aus Gospel Oak (London Overground)                       | GOBLIN aus Gospel Oak (London Overground)                       |
| |                      | Barking Ende H&C Line/LO                                        |                                                                 |
| Strecke von links · Strecke quer · Abzweig geradeaus und nach rechts · U-Bahn-Strecke |                      |                                                                 |                                                                 |
| Strecke · Strecke · U-Bahn-Haltepunkt / Haltestelle |                      | Upney                                                           | Upney                                                           |
| Strecke · ehemaliger Haltepunkt / Haltestelle · U-Bahn-Haltepunkt / Haltestelle |                      | Becontree                                                       | Becontree                                                       |
| Haltepunkt / Haltestelle · Strecke · U-Bahn-Strecke |                      | Dagenham Dock mittelfristig Endpunkt der LO-Züge aus Gospel Oak | Dagenham Dock mittelfristig Endpunkt der LO-Züge aus Gospel Oak |
| Strecke · Strecke · U-Bahn-Haltepunkt / Haltestelle |                      | Dagenham Heathway                                               | Dagenham Heathway                                               |
| Strecke · ehemaliger Haltepunkt / Haltestelle · U-Bahn-Haltepunkt / Haltestelle |                      | Dagenham East                                                   | Dagenham East                                                   |
| Haltepunkt / Haltestelle · Strecke · U-Bahn-Strecke |                      | Rainham                                                         | Rainham                                                         |
| Strecke · Strecke · U-Bahn-Haltepunkt / Haltestelle |                      | Elm Park                                                        | Elm Park                                                        |
| Strecke · ehemaliger Haltepunkt / Haltestelle · U-Bahn-Haltepunkt / Haltestelle |                      | Hornchurch                                                      | Hornchurch                                                      |
| Strecke · Strecke · U-Bahn-Haltepunkt / Haltestelle |                      | Upminster Bridge                                                | Upminster Bridge                                                |
| Strecke · Strecke · U-Bahn-Strecke · Bahnhof |                      | Romford                                                         | Romford                                                         |
| Strecke · Abzweig geradeaus und von links · U-Bahn-Kreuzung mit Eisenbahn geradeaus unten · Abzweig geradeaus und nach rechts |                      | Great Eastern Main Line nach Norwich                            | Great Eastern Main Line nach Norwich                            |
| Strecke |                      | Upminster Ende District Line                                    | Upminster Ende District Line                                    |
| Strecke · Strecke von links · Abzweig geradeaus und nach rechts |                      |                                                                 |                                                                 |
| Strecke · Haltepunkt / Haltestelle · Strecke |                      | Ockendon                                                        | Ockendon                                                        |
| Strecke · Haltepunkt / Haltestelle · Strecke |                      | Chafford Hundred                                                | Chafford Hundred                                                |
| Abzweig geradeaus und von links · Strecke nach rechts · Strecke |                      |                                                                 |                                                                 |
| Bahnhof · Strecke |                      | Grays                                                           | Grays                                                           |
| Haltepunkt / Haltestelle · Strecke |                      | Tilbury Town                                                    | Tilbury Town                                                    |
| Strecke nach links · Strecke von rechts · Strecke |                      |                                                                 |                                                                 |
| ehemaliger Kopfbahnhof Streckenanfang und quer · Abzweig geradeaus, nach rechts und ehemals von rechts · Strecke |                      | Tilbury Riverside 1993 geschlossen                              | Tilbury Riverside 1993 geschlossen                              |
| ehemaliger Haltepunkt / Haltestelle · Strecke |                      | Tilbury Low Street                                              | Tilbury Low Street                                              |
| Haltepunkt / Haltestelle · Strecke |                      | East Tilbury                                                    | East Tilbury                                                    |
| Haltepunkt / Haltestelle · Strecke |                      | Stanford-le-Hope                                                | Stanford-le-Hope                                                |
| Strecke · Haltepunkt / Haltestelle |                      | West Horndon                                                    | West Horndon                                                    |
| Strecke · Haltepunkt / Haltestelle |                      | Laindon                                                         | Laindon                                                         |
| Strecke · Haltepunkt / Haltestelle |                      | Basildon                                                        | Basildon                                                        |
| Strecke nach links · Abzweig geradeaus und von rechts |                      |                                                                 |                                                                 |
| Bahnhof |                      | Pitsea                                                          | Pitsea                                                          |
| Haltepunkt / Haltestelle |                      | Benfleet                                                        | Benfleet                                                        |
| Haltepunkt / Haltestelle |                      | Leigh-on-Sea                                                    | Leigh-on-Sea                                                    |
| Haltepunkt / Haltestelle |                      | Chalkwell                                                       | Chalkwell                                                       |
| Haltepunkt / Haltestelle |                      | Westcliff                                                       | Westcliff                                                       |
| Bahnhof |                      | Southend-on-Sea Central                                         | Southend-on-Sea Central                                         |
| Haltepunkt / Haltestelle |                      | Southend-on-Sea East                                            | Southend-on-Sea East                                            |
| Haltepunkt / Haltestelle |                      | Thorpe Bay                                                      | Thorpe Bay                                                      |
| Kopfbahnhof Streckenende |                      | Shoeburyness                                                    | Shoeburyness                                                    |

Die London, Tilbury and Southend Line ist eine Eisenbahnstrecke, die den Londoner Kopfbahnhof Fenchurch Street mit Ost-London, Thames Gateway, und Süd-Essex verbindet. Auf der Strecke verkehren Personenzüge der Bahngesellschaft c2c, ihrerseits eine Tochterfirma der National Express Group.

## Geschichte
Der Bau der Strecke der London, Tilbury and Southend Railway (LT&SR) wurde 1852 vom Parlament des Vereinigten Königreichs beschlossen. Der Abschnitt Fenchurch Street–Limehouse wurde bereits 1840 durch die London and Blackwall Railway eröffnet.
Die LT&SR eröffnete den ersten Abschnitt der Strecke zwischen Forest Gate (an der Great Eastern Main Line) und Tilbury am 13. April 1854 eröffnet. Die Züge verkehrten via Stratford nach Fenchurch Street und Bishopsgate, dem Vorgängerbahnhof von Liverpool Street. 1856 wurde die Strecke nach Southend-on-Sea verlängert. 1858 ging eine Abkürzung zwischen Burdett Road (bei Limehouse) und Barking in Betrieb. Die Verbindung Barking–GEML wurde nicht abgebrochen, sie ist heute Teil der London-Overground-Strecke nach Gospel Oak und dient bei Baustellen als Umleitung, damit die c2c-Züge statt Fenchurch Street Liverpool Street anfahren können. Dasselbe gilt für die Verbindung Fenchurch Street–GEML. Seitdem verkehren im Normalfall alle c2c-Züge von/nach Fenchurch Street, nur morgens und abends werden zusätzliche Verstärkerzüge von/nach Liverpool Street geführt, da Fenchurch Street zu diesen Zeiten überlastet ist.
1884 wurde die Strecke nach Shoeburyness verlängert und 1888 wurde eine direktere Linie zwischen Barking und Pitsea via Upminster eröffnet, die bestehende Linie jedoch weiterbetrieben. 1892 folgte noch die Verbindung Upminster–Grays, welche nordwärts ihre Fortsetzung zum GEML-Bahnhof Romford fand.
1902 wurde die Metropolitan District Railway von Whitechapel nach Upminster verlängert. Sie benutzte zwischen Bromley-by-Bow und Upminster die Geleise der LT&SR. 1905 wurde im Zuge der Elektrifizierung der U-Bahn-Betrieb zwischen East Ham und Upminster eingestellt, und nach diversen Verzögerungen aufgrund des Ersten Weltkriegs erst 1932 wieder nach Upminster geführt, wobei auch zahlreiche neue Stationen erbaut wurden. 1912 wurde die London, Tilbury and Southend Railway von der Midland Railway (MR) übernommen, die die Strecke seitdem betrieb. Im Netz der MR war die Strecke ein Inselbetrieb, die keine direkte Verbindung mit anderen Strecken der MR besaß. Auch im Netz der London, Midland and Scottish Railway (LMS), in der die MR 1923 infolge des Railways Act 1921 aufging, blieb die London, Tilbury and Southend Line isoliert und war lediglich über Strecken der konkurrierenden London and North Eastern Railway (LNER) zu erreichen. 
1941 wurden zwischen Fenchurch Street und Bromley-by-Bow mit Ausnahme von Limehouse alle Haltestellen stillgelegt. 1962 wurden alle Bahnhöfe zwischen Limehouse und Upminster (außer Barking) stillgelegt, sie wurden von nun an nur noch von der London Underground bedient. 1974 wurde die sogenannte New Town Basildon per Bahnhof an die Linie angeschlossen. 1999 erhielt der Bahnhof West Ham seine 1962 abgebrochenen LT&SR-Bahnsteige zurück, um die Umsteigemöglichkeit der LT&SR an die neue Osterweiterung der Jubilee Line gewährleisten zu können.
1958 forderte ein Auffahrunfall bei der Station Dagenham East zehn Menschenleben.
Mit der Privatisierung von British Rail, zu der die London, Tilbury and Southend Line seit 1948 gehört hatte, ging die Strecke zunächst an die Railtrack über, die den Betrieb an die Prism Rail vergab. Vermarktet wurde die Strecke unter dem Namen LTS Rail. Nach dem Zusammenbruch der Railtrack 2002 übernahm die Network Rail die Infrastruktur, und die National Express Group führte den Betrieb aus, nachdem sie 2000 die Prism Rail übernommen hatte. 2002 wurde die heute existierende Marke c2c eingeführt. Seit auch die National Express den Zuschlag für den Betrieb auf der Great Eastern Main Line (unter dem Markennamen National Express East Anglia) bekommen hatte, führte sie diverse Züge der LT&SR statt nach Fenchurch Street nach Liverpool Street. Dies vor allem zu den Stoßzeiten und bei Bauarbeiten. Mithilfe der alten Strecken von 1854 können umgeleitete Züge nach Stratford wieder in die ursprüngliche Linie eingefädelt werden. Im Dezember 2009 wurde der Zuglauf von/nach Liverpool Street auf ein Zugspaar täglich reduziert, die restlichen Züge verkehren ausschließlich von/ab Fenchurch Street.
Der neue Tiefsee-Containerhafen London Gateway in Thurrock bei East Tilbury erhielt eine Schienenverkehrsanbindung, die am 24. September 2013 erstmals genutzt wurde.

## Zukunft
Bis Tilbury sollen alle Bahnsteige verlängert werden, damit auch Züge mit bis zu 12 Wagen halten können.

## Betrieb
Außerhalb der Hauptverkehrszeiten verkehren folgende Relationen, alle durch c2c betrieben:
- 2 × pro Stunde
  - Fenchurch Street – Basildon – Shoeburyness; ohne Halt in Limehouse, West Horndon und Pitsea
  - Fenchurch Street – Basildon – Shoeburyness; Halt an allen Stationen
  - Fenchurch Street – Ockendon – Southend Central; Halt an allen Stationen
  - Fenchurch Street – Rainham – Grays; Halt an allen Stationen

In den Hauptverkehrszeiten verkehren bis zu 20 Züge pro Stunde nach Fenchurch Street, die vier Bahnsteige des Bahnhofs platzen dann aus allen Nähten.